# Слуцький Леонід Едуардович
Леонід Едуардович Слуцький (нар. 4 січня 1968, Москва, Російська РФСР, СРСР) — російський політик. Голова Комітету Державної Думи Федеральних Зборів Російської Федерації з міжнародних справ з 5 жовтня 2016 року.
Депутат Державної Думи Федеральних Зборів Російської Федерації III (2000—2003), IV (2003—2007), V (2007—2011), VI (2011—2016) та VII скликань з 2016 року, член фракції ЛДПР. Доктор економічних наук. Завідувач кафедри міжнародних відносин факультету політології МДУ імені М. В. Ломоносова та кафедрою міжнародних відносин МЕСІ. З березня 2020 р. є президентом Факультету світової політики МДУ імені М. В. Ломоносова.
З 2002 року є головою правління Міжнародного громадського Фонду «Російський Фонд Миру».
З 2014 року Леонід Слуцький потрапив до списку санкцій США та ЄС.
У 2018 році Слуцький став центральним фігурантом першого в історії Держдуми РФ сексуального скандалу, що широко висвітлювався в російській та міжнародній пресі і став причиною солідарного «бойкоту» низки ЗМІ щодо депутата.
6 квітня 2018 року Леонід Слуцький потрапив до списку санкцій Заходу в числі 23 російських бізнесменів і чиновників.
Учасник українсько-російських переговорів, що проходили у понеділок 28 лютого та четвер 3 березня 2022 року на кордоні з Білоруссю в районі річки Прип'ять після російського вторгнення в Україну.

## Освіта, наукова та викладацька діяльність
Закінчив Московський державний станкоінструментальний інститут.
В 1996 році закінчив Московський економіко-статистичний інститут (МЕСІ) за спеціальністю «Менеджмент організації». В 1998 році захистив кандидатську дисертацію на тему «Методологія статистичного вивчення соціально-демографічної структури споживачів», став кандидатом економічних наук.
В 2001 році захистив докторську дисертацію на тему «Розвиток малого підприємництва в сучасній російській економіці», доктор економічних наук.
У 2001—2015 роках був завкафедрою світової економіки та міжнародних відносин МЕСІ, з 2015 року є завкафедрою міжнародних відносин та інтеграційних процесів МДУ.
26 березня 2020 р. призначений президентом факультету світової політики МДУ імені М. В. Ломоносова.

## Підприємницька та політична діяльність

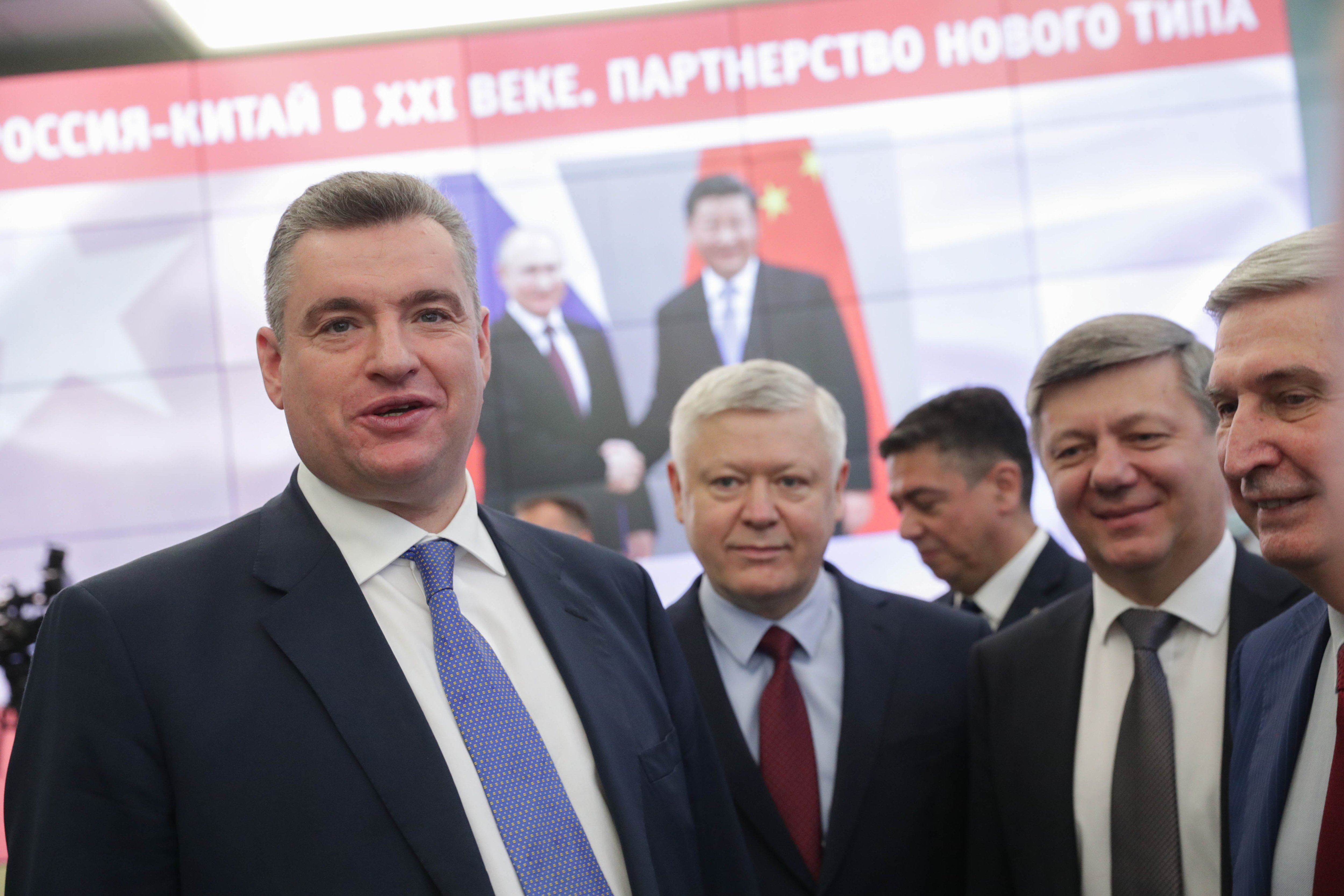
На виставці «Росія — Китай у XXI столітті. Партнерство нового типу», 2021 рік

У 1988—1989 роках — заступник секретаря комітету ВЛКСМ інституту .
У 1990—1991 роках — завідувач сектору апарату Президії Верховної Ради РРФСР.
У 1990 році був призначений завідувачем інноваційного сектору Верховної Ради РРФСР.
З 12 лютого 1991 по 27 червня 1992 року — радник при виконкомі Російського союзу промисловців і підприємців .
З 1992 по 1993 рік — радник мера Москви Юрія Лужкова.
У 1994 році — керівник секретаріату заступника голови Державної Думи Олександра Венгеровського.
З 13 серпня 1994 року — голова правління АОТК «САМ». Одночасно з 15 серпня 1994 року по 1997 рік — голова ради директорів, а з 18 січня 1997 року — член ради АКБ « Промінвестбанк».
У 1997—1999 роках — заступник голови правління АКБ «Унікомбанк».
У січні 1999 року увійшов до складу ради директорів Міжбанківського інвестиційного об'єднання «Комерційний банк регіонів „Інвесткредит“».
На 1999 рік — член президії — консультант Незалежної асоціації на підтримку розвитку громадянського товариства.
Депутат Державної думи третього, четвертого та п'ятого скликань від ЛДПР (з 18 січня 2000 р.) — перший заступник голови Комітету ГД з міжнародних справ та шостого скликання — голова Комітету у справах Співдружності незалежних держав, євразійської інтеграції та зв'язків.
У 2000—2016 роках Леонід Слуцький був заступником керівника делегації Федеральних зборів Російської Федерації у Парламентській асамблеї Ради Європи (ПАРЄ), з січня 2012 року заступник голови ПАРЄ. До 2012 року був координатором депутатської групи зі зв'язків із парламентом Франції. Підготував у ПАРЄ низку доповідей: «Про діяльність Міжнародного Комітету Червоного Хреста» (2002), «Про вступ Монако до Ради Європи» (2004), «Про закриття процедури моніторингу князівства Монако».
Брав участь у вирішенні проблем, пов'язаних з діяльністю Естонської православної церкви Московського патріархату, та у поверненні власності, що належить Російській православній церкві в Естонії .
Виступав на екологічних форумах із питань забезпечення екологічної стійкості, управління екосистемами, а також збереження біологічної різноманітності природи.
Голову правління Міжнародного громадського фонду «Російський фонд миру» обрано 21 червня 2002 року. Разом з князем Монако Альбером II брав участь у полярних експедиціях на Північний полюс та Антарктиду з проблем зміни клімату.
Член робочої групи при президенті Росії з питань відновлення об'єктів культурного призначення, інших культових будівель та споруд (розпорядження Президента Російської Федерації № 781-рп від 25 листопада 2009 року). Секретар робочої групи при президенті з підготовки святкування 700-річчя від дня народження преподобного Сергія Радонезького (розпорядження Президента Російської Федерації № 844-рп від 6 грудня 2010 року). Член Ради при президенті у справах козацтва. Президент Міжнародного громадського фонду «Кронштадський морський собор в ім'я святителя Ніколи Чудотворця».
17 березня 2014 року, наступного дня після Кримського референдуму, Слуцький став однією з перших семи осіб, які потрапили до списку санкцій США. Слуцький також опинився в списку санкцій Євросоюзу і Канади.
У 2015 році як голова правління Російського фонду миру Слуцький запросив французьких парламентаріїв на чолі з депутатом Національних зборів Франції Тьєррі Маріані відвідати Крим. Тоді європейські політики вперше здійснили візит на півострів з моменту його приєднання з РФ і, за словами Слуцького, прорвали інформаційну блокаду Криму на Заході. «Тоді світ дізнався, що в Криму аж ніяк не поневолене населення, а громадяни, які тріумфують з приводу повернення до „рідної гавані“, до складу Росії», — заявив голова комітету журналістам.
У 2016 році Слуцький знову супроводжував французьких парламентаріїв у Крим, а також сприяв їхньому приїзду на півострів у 2019 році, де делегацію особисто прийняв Президент Росії Володимир Путін. Тьєррі Маріані, вже будучи кандидатом у Європарламент, взяв участь в урочистостях з нагоди 5-річчя входження Криму та Севастополя до складу Російської Федерації.
У 2016 році обраний депутатом Держдуми від ЛДПР вп'яте поспіль.
У 2017 році організував поїздку депутатів Держдуми разом із членами ПАРЄ до Сирії. З європейської сторони до делегації увійшли близько десяти парламентаріїв з Іспанії, Італії, Чехії, Сербії та Бельгії, зокрема голова ПАРЄ Педро Аграмунт. В рамках цього візиту делегація відвідала російську авіабазу Хмеймім і зустрілася в Дамаску з президентом Сирії Башаром аль-Асадом.
За словами Слуцького, він є організатором візитів французьких парламентаріїв до Криму у 2015, 2016 та 2019 роках. Французькі депутати та сенатори, які стали першими європейськими політиками, які побували в Криму з моменту його приєднання з Росією, зробили це на його запрошення.
У 2020 році «Російський фонд миру» під керівництвом Слуцького поставив ШВЛ та захисні засоби для боротьби з коронавірусом у російські регіони та кілька країн, включаючи Іран, Італію та Сербію. «Російський фонд миру» направив гуманітарну допомогу, що включає тисячі одиниць медичних виробів та обладнання, у тому числі апарати штучної вентиляції легенів (ШВЛ) та захисні засоби, пенсіонерам, волонтерам та медикам в Іванівській області, а також у московський НДІ невідкладної дитячої хірургії та травматології. Частина зібраних виробів була направлена у вигляді допомоги Італії, Ірану та Сербії. Офіційні представники Ісламської Республіки та Італії, а також Президент Національної медичної палати РФ Леонід Рошаль висловили подяку голові фонду, голові комітету Держдуми з міжнародних справ Леоніду Слуцькому за надану допомогу.
У березні 2020 року Леонід Слуцький звернувся до політичних діячів та парламентарів країн світу із закликом відмовитися від односторонніх санкцій, вжитих в обхід ООН, для ефективної боротьби з пандемією коронавірусу у світі. Звернення Слуцького підтримав Генеральний секретар ООН Антоніу Гутерріш. У листі у відповідь на ім'я Леоніда Слуцького він закликав країни-члени ООН, у тому числі й Росію, профінансувати глобальний план з гуманітарного реагування на спалах COVID-19.
У понеділок 28 лютого та четвер 3 березня 2022 року у складі російської делегаці брав участь в українсько-російських переговорах, що проходили на кордоні з Білоруссю в районі річки Прип'ять після російського вторгнення в Україну. Разом з помічником президента РФ Володимиром Мединським заявив, що деякі домовленості з Україною треба буде закріплювати через національні ратифікації.

## Звинувачення у сексуальних домаганнях
У лютому 2018 року кореспондент Російської служби Бі-бі-сі Фаріда Рустамова, продюсерка телеканалу «Дождь» Дар'я Жук та журналістка RTVi Катерина Котрікадзе через телеканал «Дощ» та сайт BBC звинуватили Леоніда Слуцького у сексуальних домаганнях. Скандальні публікації отримали широке висвітлення у ЗМІ протягом усієї весни.
Слуцький заявив, що зробити з нього російського Гарві Вайнштейна не вдасться, назвав висунуті звинувачення «заказухою» та «низькопробною провокацією» та погрожував телеканалу «Дощ» судовим позовом . На захист колеги виступили ряд депутатів і політиків, у тому числі «жіночий клуб» Держдуми та голова Держдуми В'ячеслав Володін, який пов'язав звинувачення Слуцького з політичним замовленням, а також голова Чеченської Республіки Рамзан Кадиров та французька співачка Мірей Матьє. Того ж дня про «свою історію» за участю Слуцького згадувала директор Департаменту інформації та друку МЗС РФ Марія Захарова. Пізніше в інтерв'ю журналу Esquire Захарова пояснила своє враження про спілкування зі Слуцьким: Мені щось не сподобалося (хоча він нічим мене не образив), я пояснила, що мені такий стиль не близький. І зробила це одразу. І всі присутні, як чоловіки, так і жінки, промовчали. Ми вже багато років спілкуємося з Ленею, і крім поваги та дружнього відношення я нічого від нього не бачила. Хоча, повторю, початок спілкування мені здалося, як мінімум, екстравагантним".
Підтримала журналісток у скандалі зі Слуцьким депутат-єдинорос Оксана Пушкіна, яка відзначила в телеінтерв'ю РБК з особистого досвіду та спостережень, що факти приставання до жінок у Держдумі траплялися і раніше, проте не ставали надбанням громадськості.
8 березня 2018 року у своєму «Фейсбуці» Слуцький попросив вибачення у тих жінок, «кому будь-коли мимоволі чи мимоволі завдав будь-яких переживань». Пізніше з'ясувалося, що цю публікацію розміщував помічник Слуцького, якого потім звільнили. Дані вибачення Росбізнесконсалтинг пов'язав із сексуальним скандалом у Держдумі.
Наприкінці лютого журналісти, які працюють у парламенті, попросили голови Держдуми Володіна обговорити поведінку Слуцького. 21 березня 2018 року думська Комісія з етики на чолі з депутатом чотирьох скликань Отарі Аршбой розглянула звинувачення та письмові пояснення Слуцького та не побачила порушень у поведінці депутата. У заяві після засідання Аршба зазначив, що комісія вперше зустріла подібні звинувачення та розглядала фактично слово заявниць проти слова Слуцького, а також наголосив на право журналісток звернутися до правоохоронних органів з матеріалами та доказами, які розглянула комісія.
Реагуючи на рішення Комісії, ряд провідних ЗМІ оголосили «бойкот» Слуцькому, а деякі обіцяли припинити роботу з нижньою палатою загалом. Видання «Відомості» та Meduza у редакційних коментарях вважають те, що відбувається, символом безкарності та кастової системи нинішньої влади в Росії та вказали, що Слуцький має скласти повноваження.
У травні 2018 року Transparency International Росія, низка вчених Вищої школи економіки та три організації із захисту прав жінок у контексті історії Слуцького направили до Держдуми звернення про необхідність ввести відповідальність за «сексуальні домагання» депутатів.
13 червня 2018 року Леонід Слуцький вперше розповів свою версію того, що сталося в інтерв'ю «Снобу», де висловив думку, що вся ця ситуація стала «щепленням» для російської політики, кампанія проти нього була «зрежисованою», а «дівчата самі стали жертвою іншого провокації». Він також висловив готовність вжити всіх необхідних заходів для вирішення конфлікту, що склався: «Я хочу найщирішим чином вибачитися перед цими дівчатами, якщо я сказав або зробив щось неприємне для них. Готовий зустрітися та обговорити ситуацію».
У червні 2019 року сексуальний скандал у Держдумі згадувався як одна з причин поразки Слуцького на виборах віце-президента Парламентської асамблеї Ради Європи (154 голоси депутатів ПАРЄ «проти», 105 голосів «за»).

## Критика
9 березня 2022 року виступає за геноцид, повне знищення України «Слуцкий: делегация РФ не уступит украинской ни одного переговорного пункта».
8 березня 2018 року Олексій Навальний та Фонд боротьби з корупцією опублікували розслідування про власність Леоніда Слуцького та звинуватили депутата у незаконному збагаченні, оскільки сім'я не має офіційного бізнесу, а сумарні доходи сім'ї не дозволяють володіти автомобілями (тільки два Bentley коштують близько 30 млн рублів). У тому ж розслідуванні вказується, що Леонід Слуцький протягом 10 років орендує прилеглу до дачі лісову ділянку на Рубльовці площею один гектар і жодного разу її не задекларував. ФБК направив запит до профільного комітету Держдуми та попросив за результатами розслідування припинити депутатські повноваження Леоніда Слуцького.

### Порушення правил дорожнього руху
У розслідуванні Олексія Навального та ФБК наводяться відомості, що в період з червня 2017 року до березня 2018 року Mercedes-Maybach S500 Слуцького порушив правила дорожнього руху 825 разів (серед порушень є їзда по зустрічній смузі), отримавши штрафів на 1,4 млн рублів, що становить близько 40 % офіційного доходу.
Раніше «Нова газета» повідомляла, що 1 червня 2013 року співробітники Головного управління власної безпеки МВС затримали двох інспекторів ДІБДР, які на автомобілі з увімкненими «маячками» підвозили Леоніда Слуцького в аеропорт. Слуцький відмовився пояснити своє перебування у службовому автомобілі ДІБДР. За інформацією видання, депутат разом з патріархом Кирилом мав вилетіти з урядового аеропорту «Внуково-3» до Афона.

### Звинувачення у хабарництві
У січні 2017 року девелопер Сергій Полонський звернувся до генерального прокурора Росії Юрія Чайки з вимогою порушити кримінальну справу проти депутатів Державної думи Володимира Ресіна та Слуцького. За його словами, два депутати вимагали у нього хабара і «за оформлення контракту» отримали 990 м² у пентхаусі «Кутузовської рив'єри». При цьому Фонд боротьби з корупцією опозиціонера Олексія Навального виявив у дружини депутата Державної думи Росії Леоніда Слуцького пентхаус вартістю 400 мільйонів рублів. Стверджується, що квартира площею 562 кв. метра знаходиться в елітному житловому комплексі «Кутузовська рів'єра» в Москві . Розслідування опубліковано на Youtube-каналі Навального.

## Особисте життя
Леонід Слуцький одружений, має дорослу доньку від першого шлюбу, онука Леоніда Слуцького-молодшого . Молодша дочка — Лідія Слуцька (нар. 2010). Навчається в американській школі у Швейцарії. Живе з матір'ю переважно у Туреччині та Швейцарії.
У березні 2018 року журналістка Ганна Монгайт випустила репортаж про відносини Слуцького зі співачкою Зарою. У репортажі наголошується, що завдяки Слуцькому Зара зробила помітну політичну кар'єру та у 2016 році отримала почесне звання «Заслужений артист Російської Федерації».

### Відносини з Російською православною церквою
11 червня 2011 року, у день православного свята Трійці, депутат Слуцький, нікого заздалегідь не попередивши, приземлився на території Троїце-Сергієвої лаври на гелікоптері, «чим викликав неабиякий подив, що переросло в обурення у парафіян і працівників храму» . Свій вчинок депутат пояснив тим, що поспішав на зустріч із Патріархом Кирилом, але через короки на Ярославському шосе був змушений скористатися послугами гелікоптерної компанії.
Розслідування «Дождя» вказує, що Слуцький є головою правління благодійного фонду «Кронштадтський морський собор», який вніс 1,3 млрд рублів на відновлення Морського Нікольського собору в рідному для Світлани Медведєвої Кронштадті. Одним із членів правління є Володимир Ресін, який займається будовами для РПЦ. Через рахунки фонду лише у 2013 році пройшло більше мільярда рублів пожертвувань, що пішли на будівництво храмів.
Генеральний директор фонду Андрій Кононов є помічником депутата Слуцького на громадських засадах. У розслідуванні передбачається, що фонд фінансував терористів Донецької Народної Республіки. Кононов також зустрічався з керівництвом невизнаної республіки, привезши із собою священників та ікони.
У розслідуванні називається ще один непрозорий фонд Слуцького — «Російський фонд миру». Його саратовське відділення було замішане в махінаціях із земельними ділянками й серед іншого отримувало в оренду ставок, на якому за документами планувало побудувати дитячий автодром.

## Власність та доходи
Згідно з офіційними даними, Слуцький отримав у 2011 році дохід у розмірі 1,9 млн рублів, у 2016 — 4,9 млн. Спільно з дружиною Слуцький має земельну ділянку 1,2 тис. квадратних метрів, житловим будинком, трьома квартирами, нежитловим приміщенням, автомобілями Bentley Continental Flying Spur, Bentley Bentayga, Mercedes-Maybach S500.

## Нагороди та звання

### Російські

#### Державні
- Орден «За заслуги перед Батьківщиною» IV ступеня (2021 рік; точна дата невідома, указ не опубліковано) — за великий внесок у розвиток парламентаризму, активну законотворчу діяльність та багаторічну сумлінну роботу[78]
- Орден Олександра Невського (2016 рік; точна дата невідома, указ не опублікований) — за багаторічну законотворчу діяльність та зміцнення позиції Росії на міжнародній арені[79][80]. Вручений 10 березня президентом Росії Володимиром Путіним на церемонії в Кремлі[81][82].
- Орден Пошани (18 квітня 2012 року) — за великий внесок у реалізацію заходів щодо відновлення Кронштадтського Морського собору в ім'я Святителя Миколи Чудотворця[83] . Вручений 3 травня президентом Росії Дмитром Медведєвим на церемонії у Кремлі[84][85].
- Орден Дружби (29 грудня 2008 року) — за досягнуті трудові успіхи та багаторічну сумлінну роботу[86] . Вручено 5 березня 2009 року президентом Росії Дмитром Медведєвим на церемонії в Кремлі[87][88].
- Медаль Столипіна П. А. ІІ ступеня (21 грудня 2017 року) — за заслуги у законотворчій діяльності, спрямованій на вирішення стратегічних завдань соціально-економічного розвитку країни[89] . Вручена 22 грудня прем'єр-міністром Росії Дмитром Медведєвим на церемонії у Державній думі[90][91][92] .
- Почесна грамота Президента Російської Федерації (17 грудня 2011 року) — за великий внесок у реконструкцію, реставрацію, технічне оснащення та урочисте відкриття федеральної державної бюджетної установи культури «Державний академічний Великий театр Росії»[93].
- Подяка Президента Російської Федерації (12 червня 2013 року) — за великий внесок у розвиток російського парламентаризму та активну законотворчу діяльність[94].
- Подяка Президента Російської Федерації (22 грудня 2017) — за активну законотворчу діяльність та багаторічну сумлінну роботу[95].
- Подяка Уряду Російської Федерації (20 серпня 2015 року) — за заслуги в законотворчій діяльності та багаторічну сумлінну працю[96].

#### Регіональні
- Орден імені Ахмата Кадирова (Чеченська Республіка, 3 травня 2007 року) — за виняткові заслуги, пов'язані з розвитком державності, зміцненням миру, дружби та співпраці між народами, що сприяють процвітанню та славі Чеченської республіки[97].
- Орден «За вірність боргу» (Республіка Крим, 22 квітня 2015 року) — за мужність, патріотизм, активну суспільно-політичну діяльність, особистий внесок у зміцнення єдності, розвиток та процвітання Республіки Крим та у зв'язку зі святкуванням перших роковин загальнокримського референдуму та возз'єднання Криму з Росією[98].
- Звання " Почесний громадянин Республіки Крим " (Крим, 19 травня 2021 року) — за визначні особисті заслуги, досягнуті у справі зміцнення миру, розвитку взаємовигідного співробітництва, захист конституційних прав і свобод мешканців Республіки Крим, активну діяльність, спрямовану на інтеграцію Республіки Крим у Російську Федерацію[99].

#### Суспільні
- Орден святого рівноапостольного великого князя Володимира III ступеня (Руська православна церква, 1996 рік)[95][100].
- Орден преподобного Сергія Радонезького II ступеня (РПЦ, 1999)[95][101] .
- Орден преподобного Сергія Радонезького ІІІ ступенів (РПЦ, 2003 рік)[95][101].
- Орден преподобного Серафима Саровського І ступеня (РПЦ, 2012)[95][101] .
- Орден святого благовірного князя Данила Московського ІІ ступеня (РПЦ, 2018)[102][103].

### Іноземні
- Орден Почесного легіону ступеня офіцера (Франція, 29 вересня 2006)[104] . Вручив того ж дня посол Франції в Росії Жан Каде на церемонії у французькому посольстві в Москві[105].
- Орден Грімальді ступеня кавалера (Монако, 17 листопада 2006)[106]. Вручив того ж дня князь Монако Альбер II на церемонії в Монако[107].
- Орден «Дружба» (Азербайджан, 2 травня 2009 року) — за особливі заслуги у зміцненні дружби та співпраці між Азербайджанською Республікою та Російською Федерацією[108].
- Орден Пошани (Білорусь, 8 червня 2016 року) — за значний особистий внесок у зміцнення дружніх відносин і співпрацю між Республікою Білорусь і Російською Федерацією, становлення Союзної держави, розвиток економічних, науково-технічних і культурних зв'язків[109][110] . Вручив 3 липня посол Білорусі в Росії Ігор Петришенко на церемонії в білоруському посольстві в Москві[111][112][113].